# Henotesia evanida
Henotesia evanida är en fjärilsart som beskrevs av Friedrich Thurau 1903. Henotesia evanida ingår i släktet Henotesia och familjen praktfjärilar. Inga underarter finns listade i Catalogue of Life.